# Hans Glas GmbH
Die Hans Glas GmbH in Dingolfing war ein deutscher Landmaschinen- und später auch Kraftfahrzeughersteller.

## Umorientierung
Das Familienunternehmen Landmaschinenfabrik Glas wurde 1883 in Pilsting gegründet. Als in den 1940er Jahren die Nachfrage nach Landmaschinen zurückging, war das Unternehmen gezwungen, sich neu zu orientieren. Durch den großen Erfolg der Vespa in Italien erwartete das Unternehmen auch im Nachkriegsdeutschland einen Bedarf an Motorrollern.

## Motorroller
Daher begann unter der Leitung von Juniorchef Andreas Glas die Entwicklung eines Motorrollers, der schon im Juli 1951 mit einem 123-cm³-Zweitaktmotor der ILO-Motorenwerke in Serie ging. Die Sämaschinenproduktion wurde in ein 1951 übernommenes Werk in Pilsting verlegt. Benannt wurde der Roller nach einem Enkel von Hans Glas mit dem Kosenamen „Gogg“. Der Goggo-Roller erwies sich als solide und robust und wurde zum meistverkauften Roller in Westdeutschland (ca. 60.000 Stück). Ab 1952 wurde er auch mit 148-cm³- und 197-cm³-Motor und mit Seitenwagen sowie ab 1953 als dreirädriger Lastenroller mit verschiedenen Aufbauten angeboten. 1954 kaufte Glas die Erich Röhr Maschinenfabrik in Landshut. 1956 stellte Glas den Bau von Motorrollern ein, nachdem die wirtschaftliche Grundlage für den Autobau gefestigt war und der Zweiradboom zu Ende ging. Landmaschinen wurden unter der Marke Isaria vertrieben.

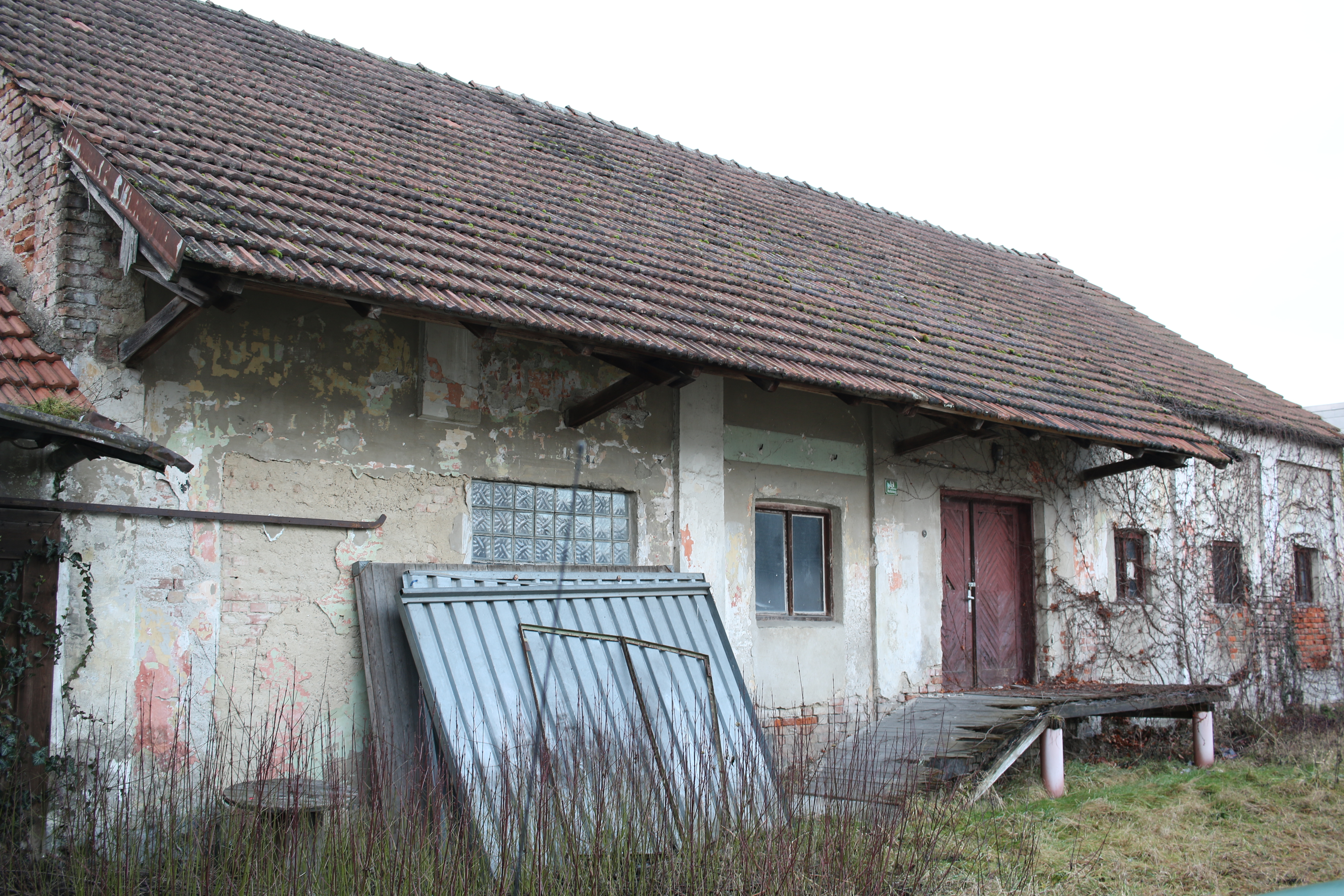
Hans-Glas-Werkstatt Pilsting heute
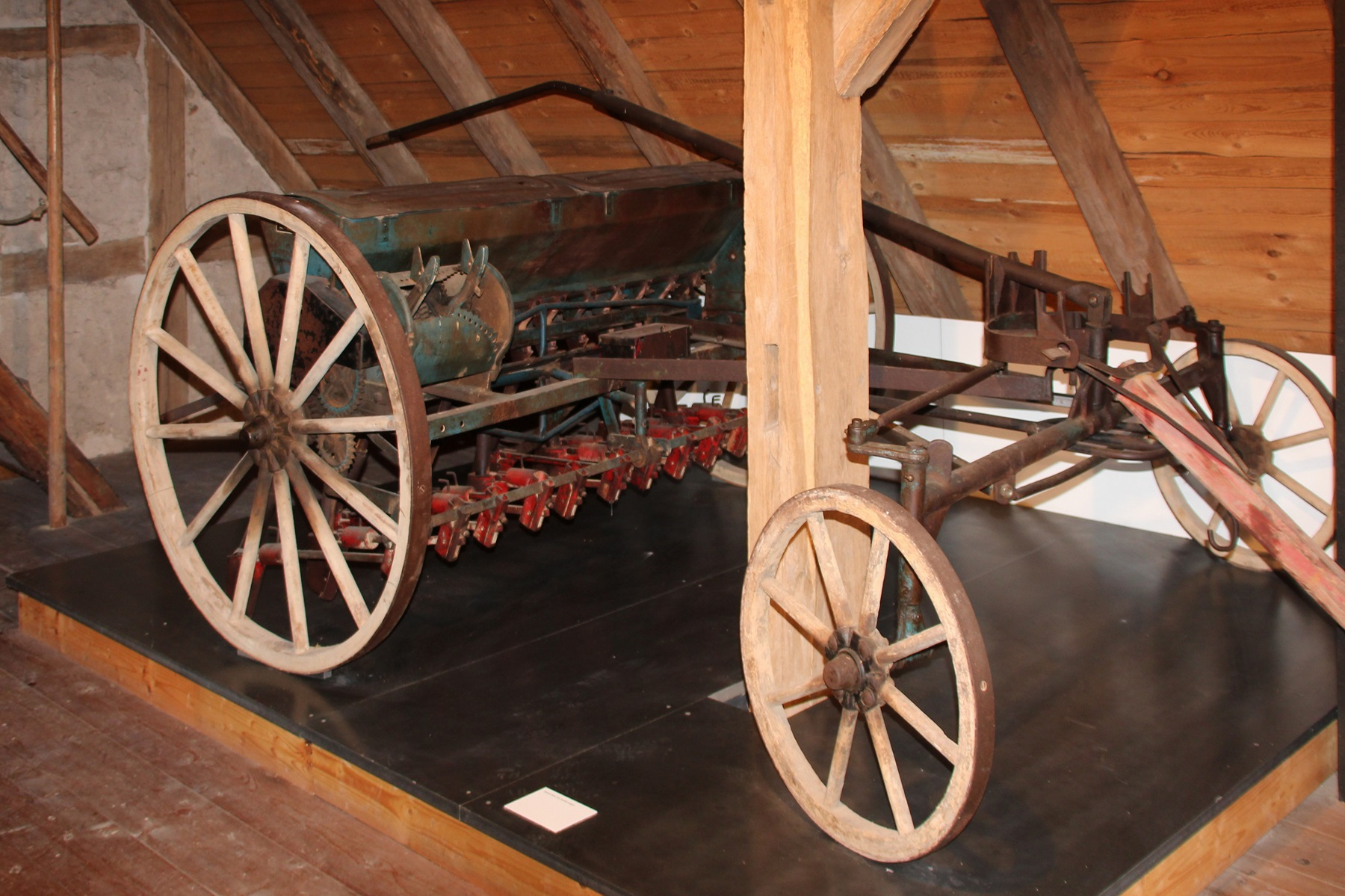
„Isaria“ Sämaschine im Kirchenburgmuseum in Mönchsondheim
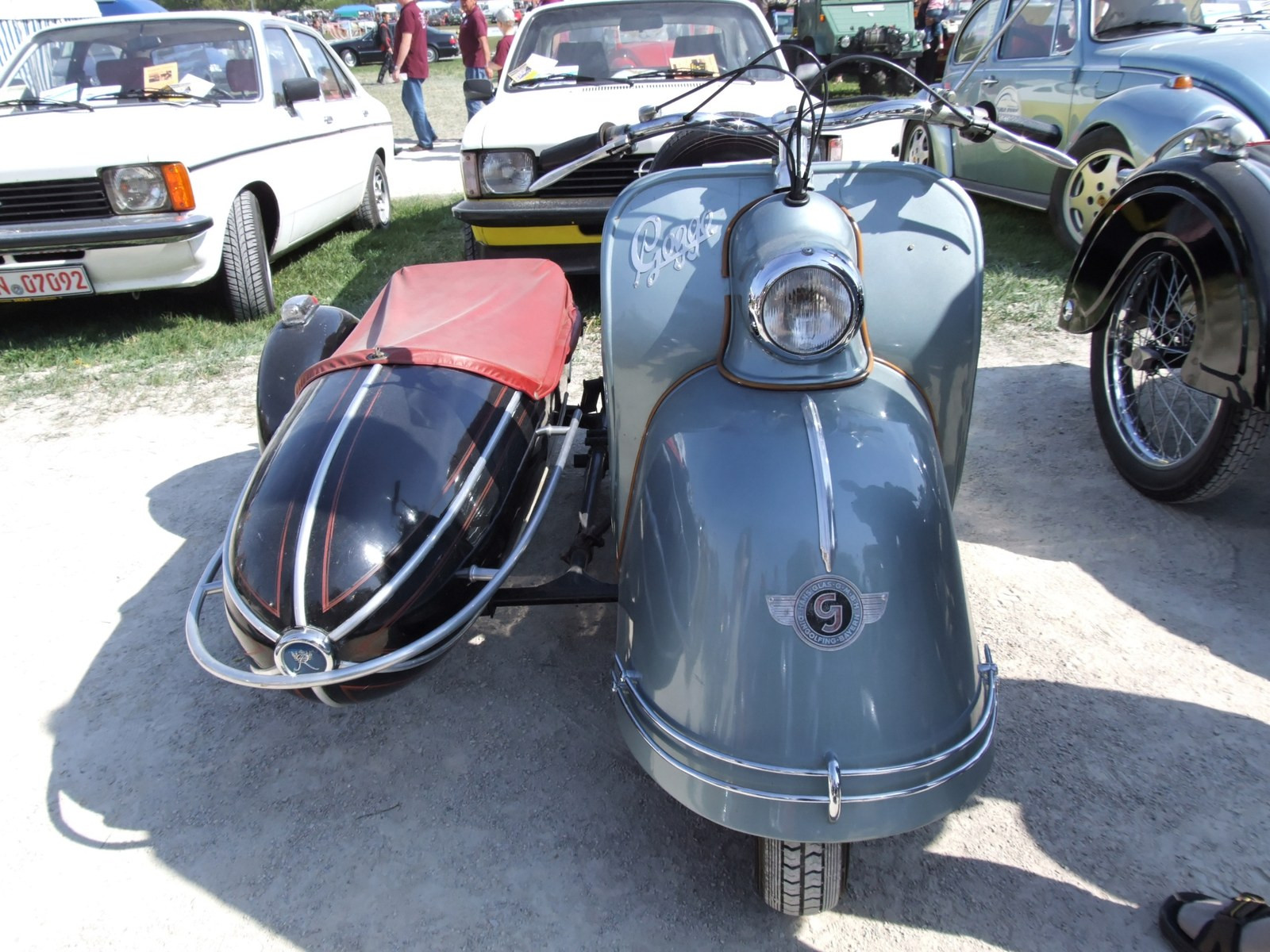
Glas Goggo-Roller
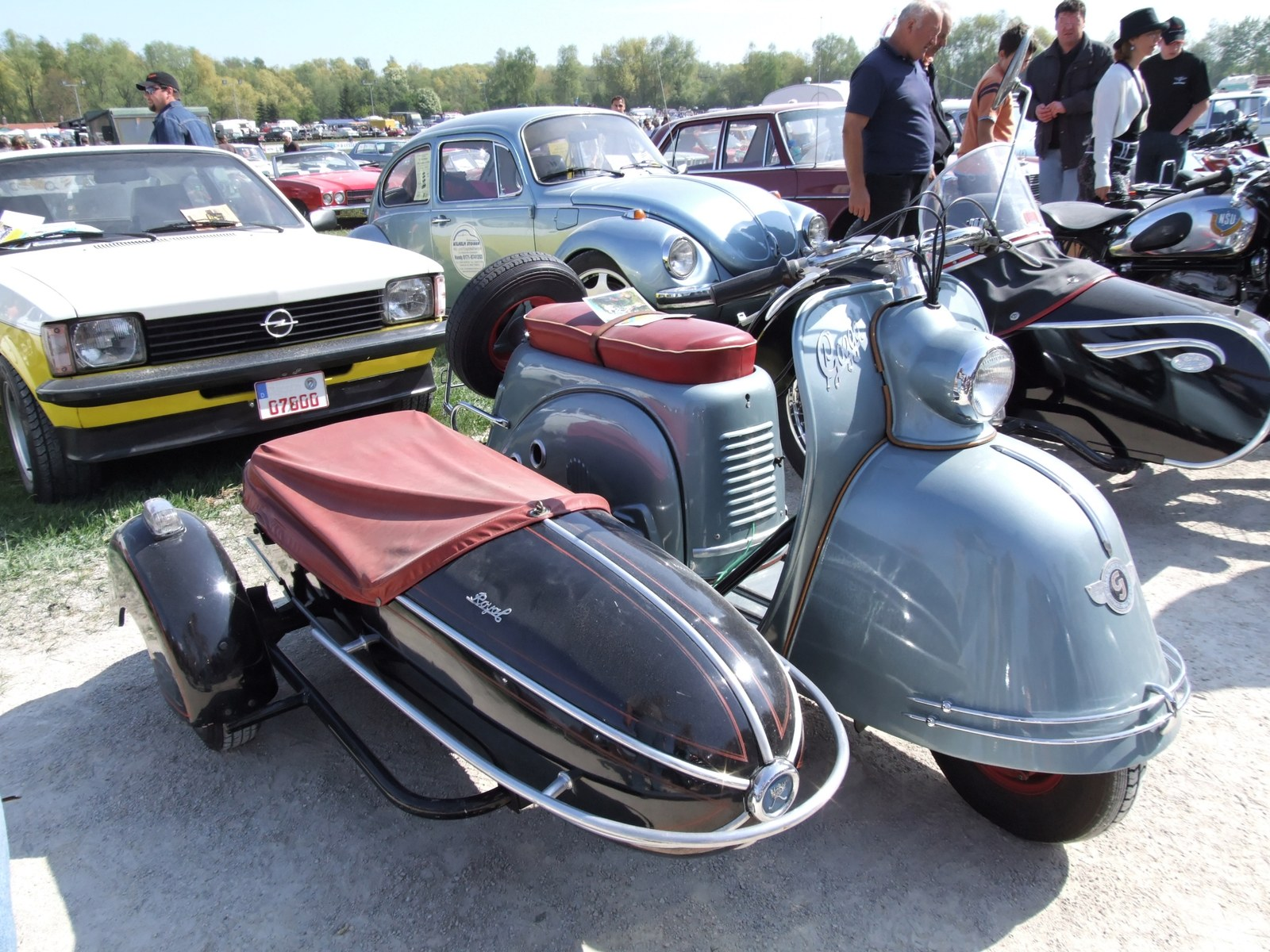
Glas Goggo-Roller
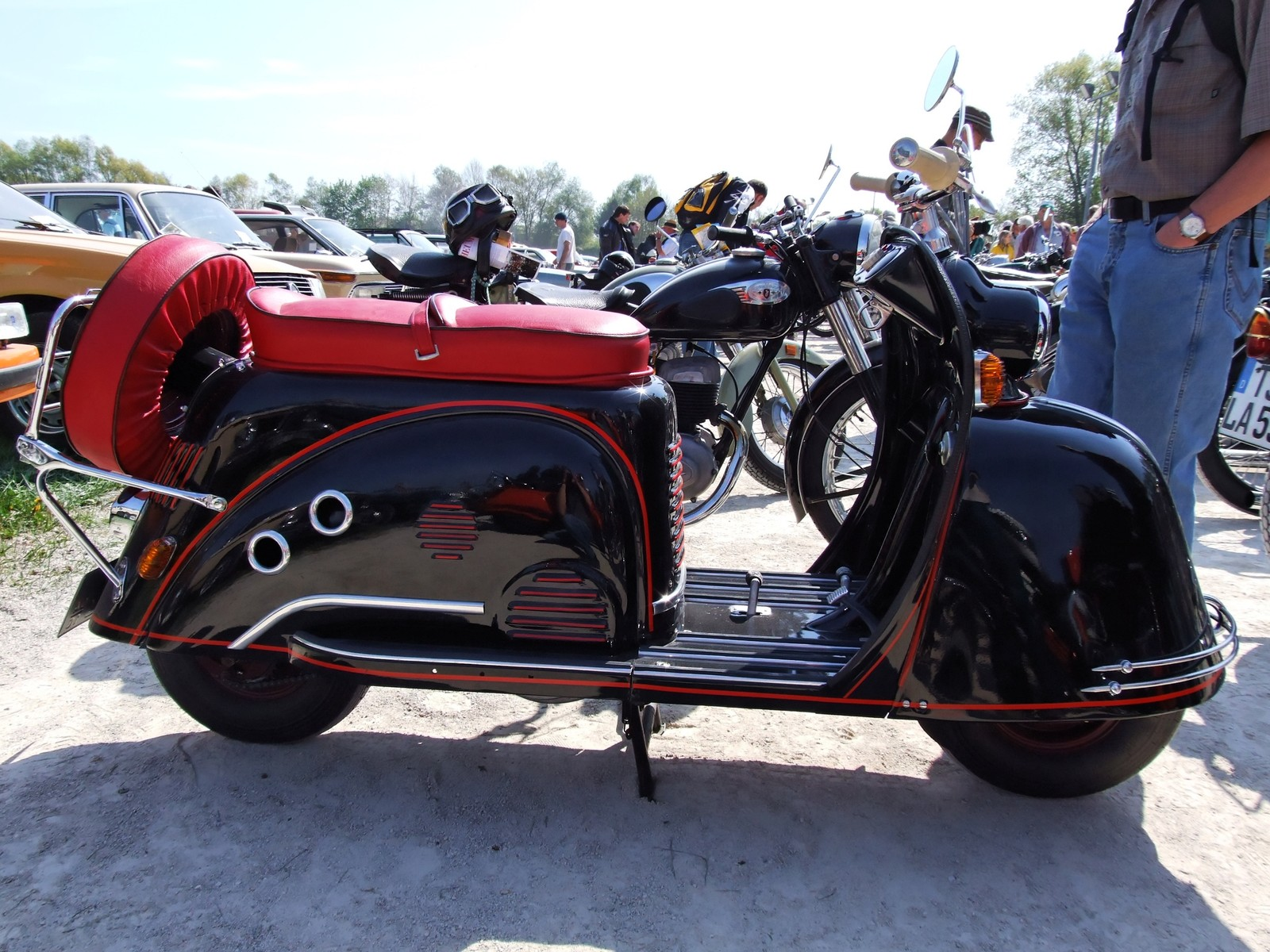
Glas Goggo-Roller
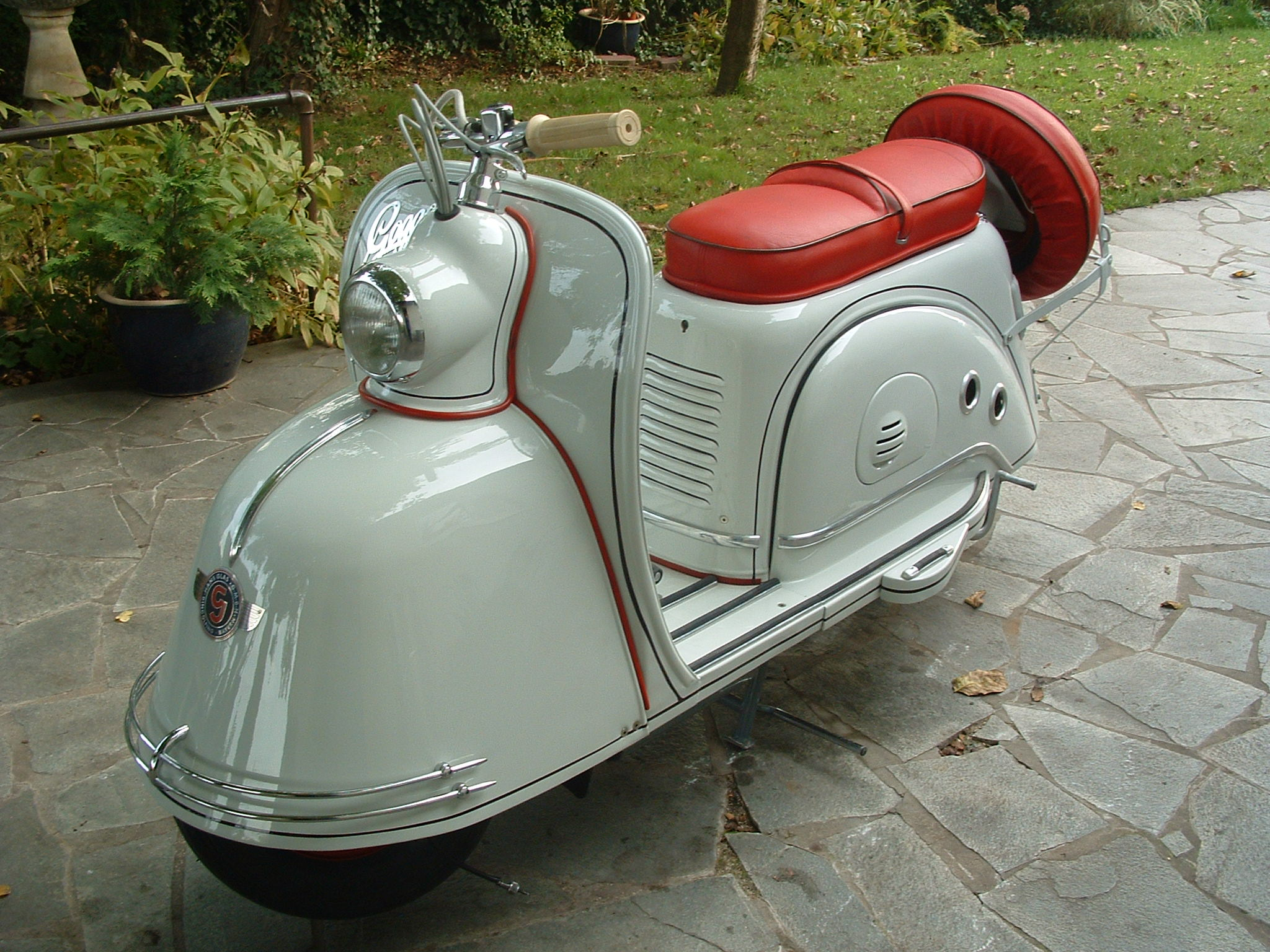
Glas Goggo-Roller ohne Anlasser, 200 cm³

1953 entwickelte Motorrad-Prototypen gelangten nicht zur Serienfertigung.

## Goggomobil

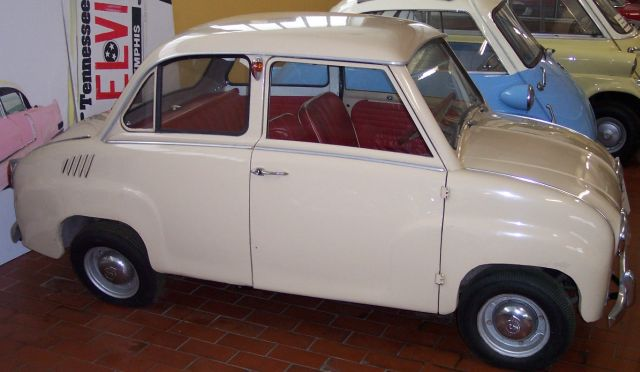
Bekanntestes Fahrzeug: das Goggomobil

1952 startete Glas die Entwicklung eines Kleinwagens. Ab 1955 bot Glas zum Preis von 3000 DM das für eine vierköpfige Familie gedachte Goggomobil unter der Marke Goggomobil an. In den folgenden Jahren entstanden verschiedene Versionen dieses Fahrzeugs mit maximal 20 PS und 400 cm³.
1960 gründete Glas das Radsportteam Goggomobil, das bei der Deutschland-Rundfahrt antrat.
Da das Goggomobil in der Technik und seinem Gesamtkonzept seinen deutschen Konkurrenten, dem Messerschmitt Kabinenroller, der BMW Isetta, dem Lloyd und der Heinkel Kabine überlegen war, konnte sich die Hans Glas GmbH am Markt etablieren. Ein Jahr nach dem Beginn der Produktion exportierte Glas in 36 Länder. Täglich wurden 170 Fahrzeuge hergestellt. 1957 entwickelte Glas eine Coupéversion des Goggomobils sowie einen Transporter und einen Pick-up-Transporter. Der 1961 als Nachfolger entworfene M-61 ging aus Kostengründen nicht in Produktion.
| Jahr | 1954 | 1955   | 1956   | 1957   | 1958   | 1959   | 1960   | 1961   | 1962   | 1963   | 1964   |
| ---- | ---- | ------ | ------ | ------ | ------ | ------ | ------ | ------ | ------ | ------ | ------ |
|      | 10   | 10.126 | 33.385 | 43.372 | 35.717 | 22.561 | 19.506 | 20.285 | 18.267 | 15.945 | 14.950 |

| Jahr | 1965   | 1966   | 1967  | 1968  | 1969  | SUMME   |
| ---- | ------ | ------ | ----- | ----- | ----- | ------- |
|      | 11.610 | 12.490 | 8.961 | 6.906 | 3.141 | 277.232 |

## Erweiterung der Produktpalette
Dennoch blieb das Goggomobil nichts weiter als ein Kleinstwagen, und als ein solcher war es mit dem steigenden Wohlstand nicht mehr so begehrt. Glas musste die Modellpalette erweitern.

### Glas Isar

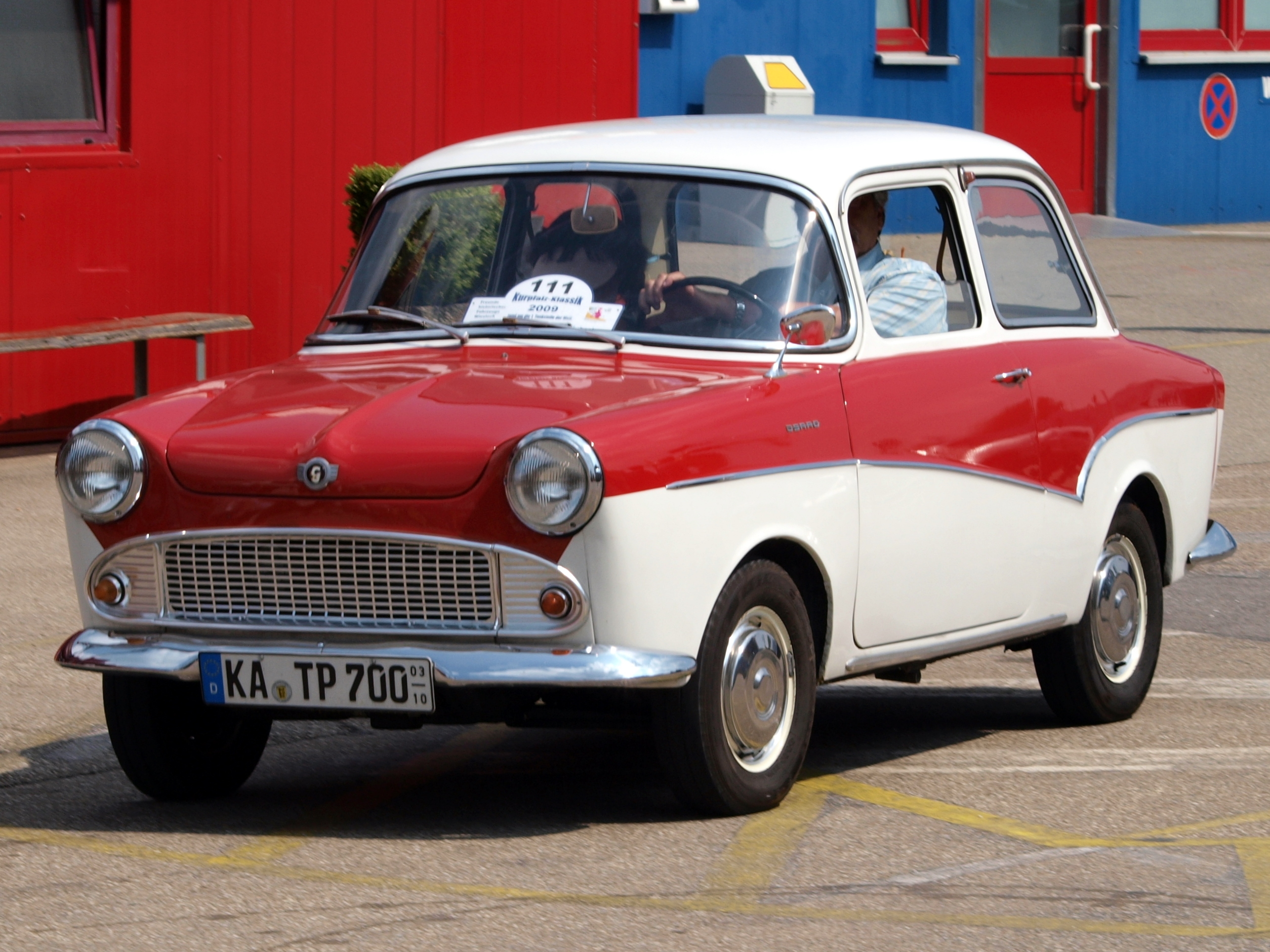
Glas Isar

1958 brachte das Unternehmen den Isar auf den Markt, der den Beinamen das große Goggomobil bekam. Er wurde von einem 600-cm³-Zweizylinder-Viertakt-Boxermotor angetrieben, der 19 PS leistete. Später wurden auch eine Kombi-Version und ein Modell mit 700 cm³ und 30 PS gebaut. Aufgrund anfänglicher Mängel war der Erfolg des Fahrzeugs eher mäßig. 1965 wurde die Produktion eingestellt. 1959 wurde auf der IAA der Prototyp Isar 35S vorgestellt. Er war eine Mischung zwischen Goggo-Coupé und Isar T700. Als Antrieb war ein 34-PS-Viertakt-Boxermotor vorgesehen.
| Jahr  | 1958  | 1959   | 1960   | 1961   | 1962   | 1963  | 1964  | 1965 | 1966 | Summe  |
| ----- | ----- | ------ | ------ | ------ | ------ | ----- | ----- | ---- | ---- | ------ |
| T600  | 2.013 | 10.048 | 7.678  | 4.301  | 3.744  | 1.781 | 1.219 | 244  | 0    | 31.028 |
| T700  | 4.728 | 3.805  | 6.589  | 7.376  | 4.961  | 2.402 | 1.462 | 336  | 0    | 31.659 |
| Kombi | 0     | 865    | 3.587  | 3.324  | 3.183  | 1.595 | 1.308 | 412  | 1    | 14.275 |
| Summe | 6.741 | 14.718 | 17.854 | 15.001 | 11.888 | 5.778 | 3.989 | 992  | 1    | 76.962 |

### Glas 1004, 1204, 1304

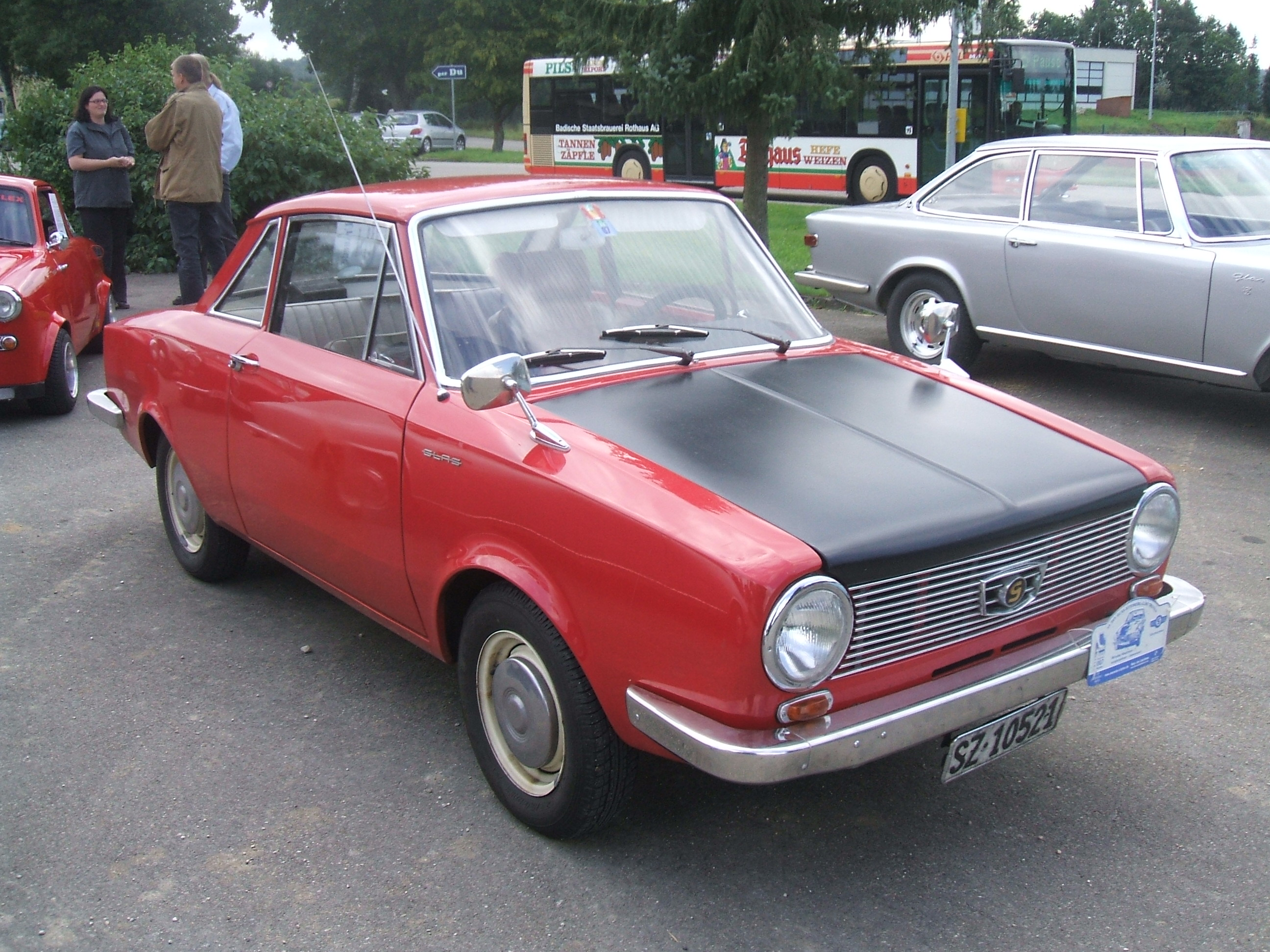
Glas S1004

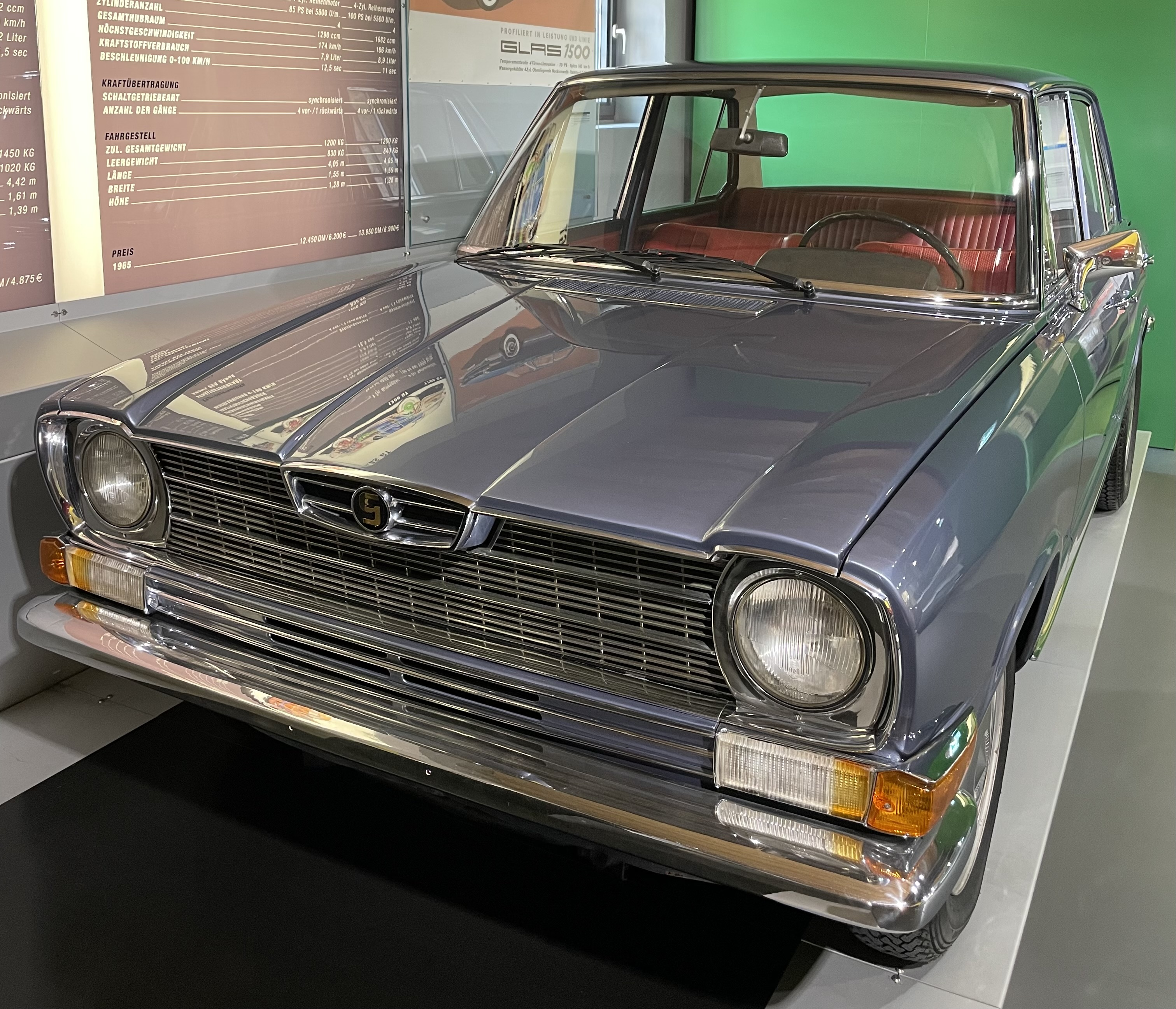
Glas X4L (Prototyp 1965) im Museum Dingolfing am 9. Juni 2025

1961 stellte Glas einen neuen Vierzylindermotor mit 1 l Hubraum und 42 PS (31 kW) vor. Er war mit fünf Kurbelwellenlagern und obenliegender Nockenwelle fortschrittlich konzipiert und der erste in Serie gefertigte Automobilmotor mit einem Zahnriemen für den Antrieb der Nockenwelle. Dieser Motor verlieh dem neu konstruierten Coupé S1004 sportliche Qualitäten. Das Fahrzeug war vor allem in den später lieferbaren TS-Varianten mit serienmäßig bis zu 85 PS (62 kW) auch auf den Rennstrecken sehr erfolgreich und galt als Porsche des kleinen Mannes. Dagegen war das Fahrwerk eher konventionell und die Form der Karosserie gewöhnungsbedürftig für das Auge. Das Programm wurde später mit einer Limousine und einem Cabrio ausgeweitet. Ab 1966 bot Glas mit der CL-Version auch eine Schräghecklimousine an. Da auch die Motoren größer und stärker wurden, wurde Glas zu einem ernstzunehmenden Konkurrenten für andere Fahrzeughersteller. Die erhältlichen Modelle waren Glas 1004, 1204 und 1304 und wurden bis 1968 produziert. Im Museum Dingolfing ist der einzig erhaltene von insgesamt zehn 1965 gebauten Prototypen des Glas X4L ausgestellt. Dieser war als Nachfolger der 04-Modelle seit 1964 entwickelt worden. Der Entwurf des Mittelklasse-Wagens mit Stufenheck und vier Türen stammt von Pietro Frua. Das Projekt wurde aufgegeben.
| Jahr  | 1961 | 1962  | 1963  | 1964  | 1965  | 1966  | 1967  | 1968 | Summe  |
| ----- | ---- | ----- | ----- | ----- | ----- | ----- | ----- | ---- | ------ |
| 1004  | 6    | 2.286 | 1.273 | 765   | 757   | 3.040 | 1.219 | 0    | 9.346  |
| 1204  | 0    | 4     | 6.795 | 4.864 | 5.239 | 0     | 0     | 0    | 16.902 |
| 1304  | 0    | 0     | 0     | 0     | 2.552 | 4.814 | 5.873 | 4    | 13.243 |
| Summe | 6    | 2.290 | 8.068 | 5.629 | 8.548 | 7.854 | 7.092 | 4    | 39.491 |

### Glas 1300 GT, 1700 GT

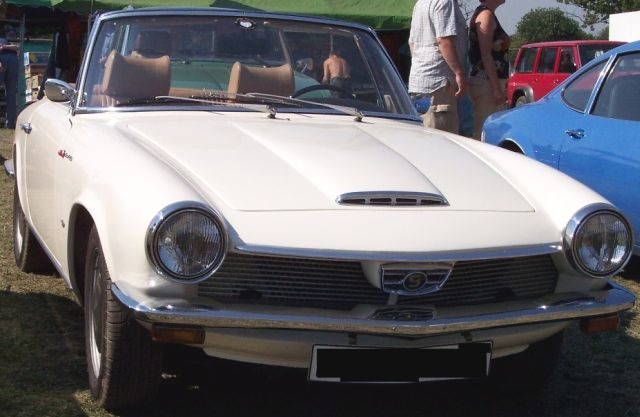
Glas 1300 GT Cabrio

1963 stellte Glas auf der IAA in Frankfurt das Sportcoupé Glas 1300 GT und die Limousine 1500, die später als Glas 1700 in Serie ging vor. Beide Modelle wurden von dem italienischen Designer Pietro Frua entworfen. Glas war damit in die oberen Preisregionen vorgestoßen, für die der Firma aber das Ansehen und die Tradition fehlten. 1967 wurde die Produktion der Sportcoupés auf BMW-Schräglenkerhinterachse und BMW-Motor umgestellt und das Modell noch bis 1968 als BMW 1600 GT gebaut.
| Jahr    | 1963 | 1964  | 1965  | 1966  | 1967 | Summe |
| ------- | ---- | ----- | ----- | ----- | ---- | ----- |
| 1300 GT | 2    | 1.140 | 1.292 | 1.101 | 233  | 3.768 |
| 1700 GT | 0    | 0     | 573   | 968   | 261  | 1.802 |
| Summe   | 2    | 1.140 | 1.865 | 2.069 | 494  | 5.570 |

### Glas 1700

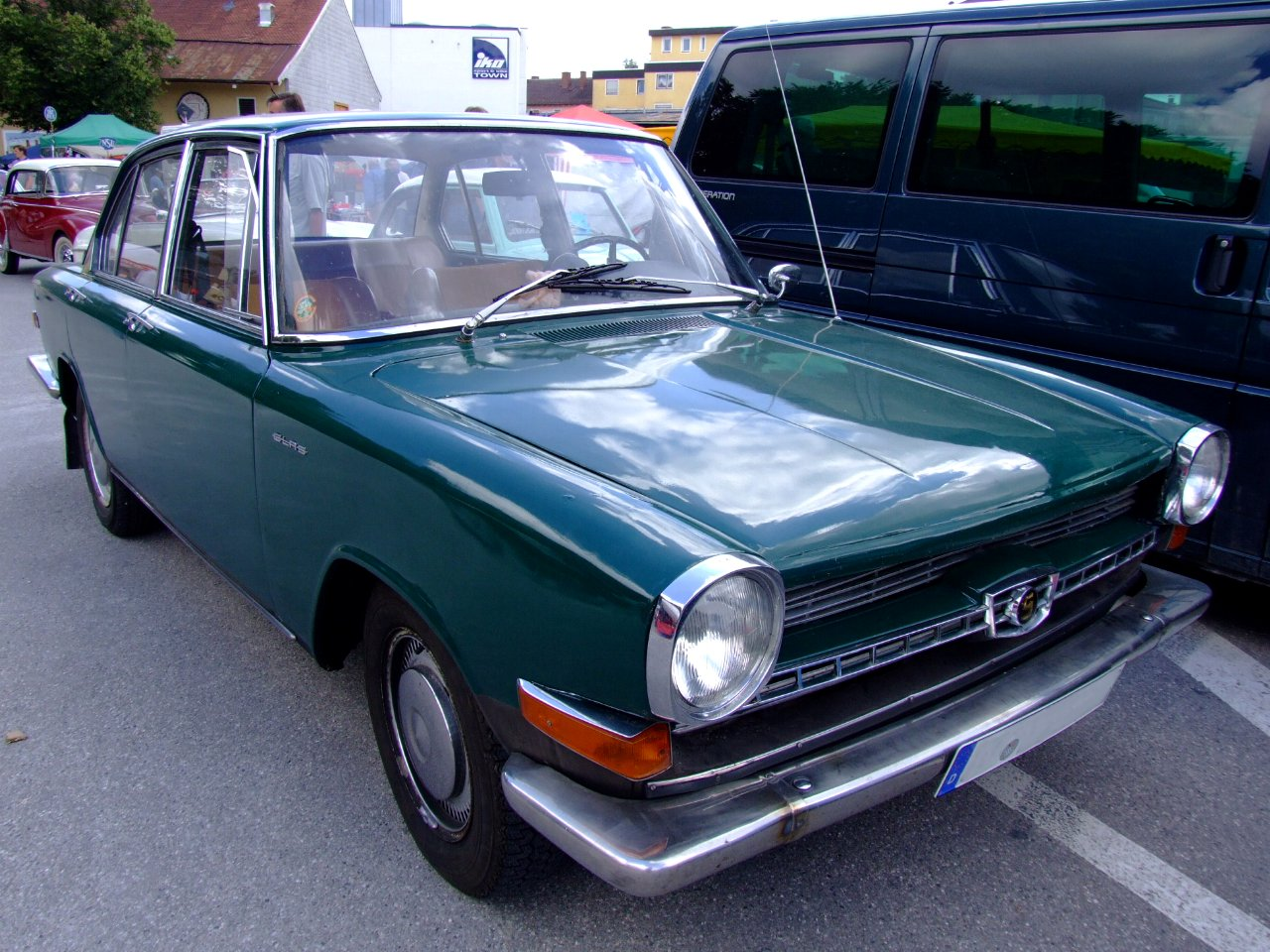
Glas 1700 TS

Der Glas 1700 war ein neu entwickelter sportlicher Mittelklasse-PKW. Gebaut wurde er von September 1964 bis Ende 1967 in einer Stückzahl von 13.789 Exemplaren. Elegante Linienführung (Frua hatte die Karosserie ursprünglich für Borgward als Hansa-1100-Nachfolger entworfen) und der von Glas als erstem Hersteller verwendete Zahnriemen im Motorenbau kennzeichnen diese Limousine. Ursprünglich als Glas 1500 mit 51 kW (70 PS) geplant, musste der Hubraum u. a. durch das Erscheinen des BMW 1800 vergrößert werden. In Serie ging der Glas als 1700 mit 59 kW (80 PS), später 63 kW (85 PS). Zusätzlich wurde noch eine TS-Version mit 74 kW (100 PS) angeboten. Nach der Übernahme von Glas durch BMW wurde der Glas 1700 mit BMW-Technik (Motor/Getriebe) als BMW 1800 GL und BMW 2000 GL, später mit Facelift als BMW 1804 und BMW 2004 in Südafrika gebaut. Der Glas 1700 ist heute eine Rarität.

## Das Ende

### Glas 2600 V8, 3000 V8 (1966–1968)

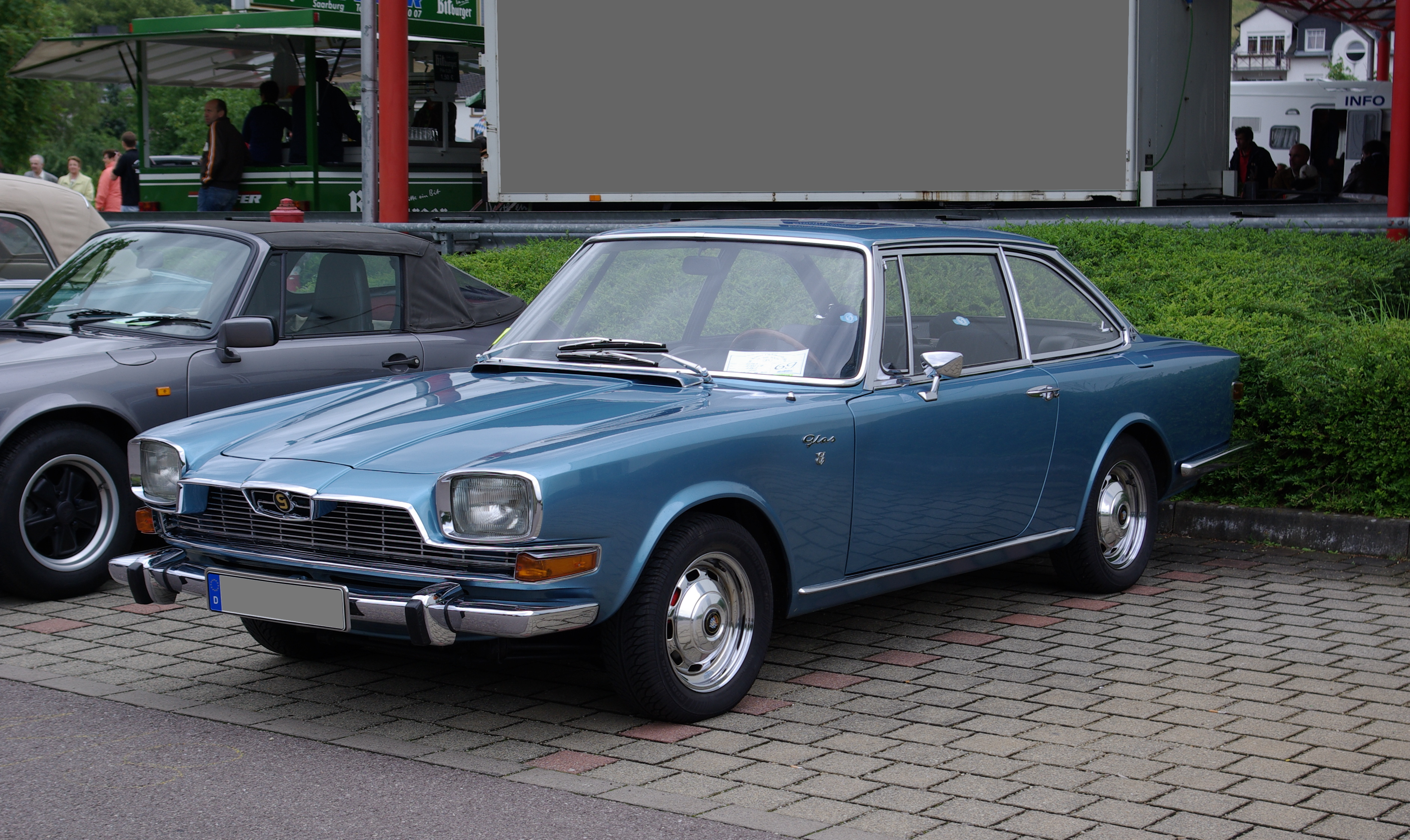
Der von Pietro Frua gestaltete Glas 2600 V8…

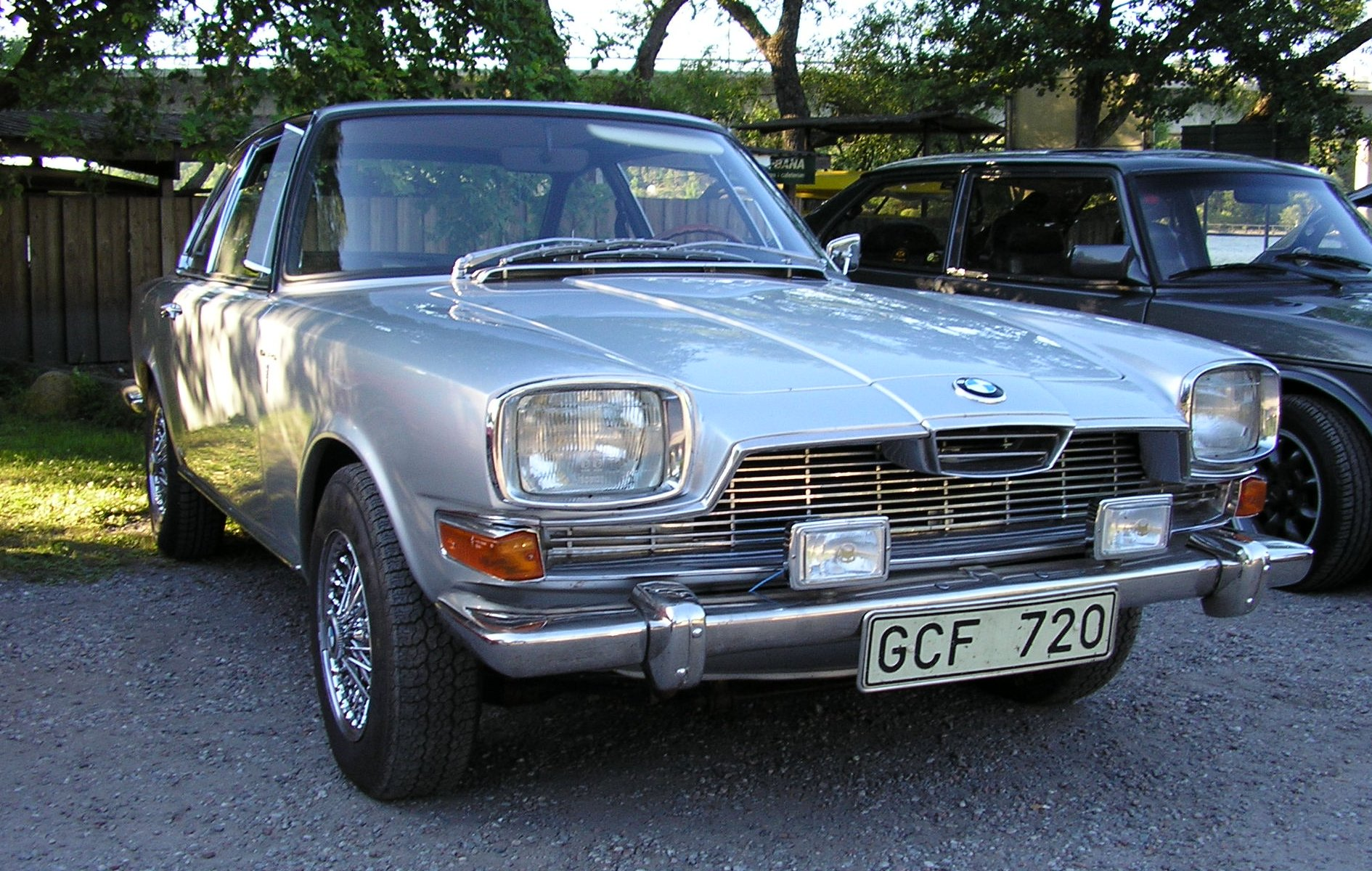
…erhielt später ein BMW-Emblem (3000 V8)

Auf der IAA im September 1965 stellte Glas den Glas V8 vor. Seine schnittige Form, ebenfalls von Frua gezeichnet, brachte ihm den Spitznamen „Glaserati“ ein. Es wurde allerdings nur eine Kleinserie produziert. Der Produktionsaufwand war zu hoch und die gesamte Kostenstruktur des Unternehmens hatte sich ungünstig entwickelt. Damit konnte sich Glas auf dem Automobilmarkt nicht behaupten.

### Übernahme durch BMW
Glas stimmte für 9,1 Millionen DM einer Übernahme durch BMW zu, die am 10. November 1966 erfolgte. Die Glas Automobilwerke in Dingolfing wurden als BMW Group Werk Dingolfing Bestandteil der Bayerischen Motorenwerke. Die Glas-Modelle wurden mit der Zeit aus der Produktion genommen. Als letztes Modell lief 1969 ein Goggomobil vom Band. Der Glas GT wurde als BMW 1600 GT mit BMW-Motoren und Antriebsstrang im Jahr 1968 weiterproduziert. Der Glas 2600 V8 wurde aufgewertet und als Glas/BMW 3000 V8 in geringer Stückzahl bis Mai 1968 hergestellt. Der 1700er wurde als BMW 1804 und 2004 mit einigen Änderungen noch in Südafrika produziert. Ein Enkel des Firmengründers, ebenfalls mit dem Namen Hans Glas und Bruder des Namensgebers für das Goggomobil, war von 1998 bis zu seiner Pensionierung im Jahre 2004 Werksleiter des BMW-Group-Werks Dingolfing. Nach längerer Krankheit verstarb er am 23. Januar 2008 im 63. Lebensjahr.

## Erbe
Das Goggomobil hat bis heute eine gewisse Popularität. In der Nähe von Dingolfing gibt es einige Glas-Museen mit ausgestellten Goggomobilen. Der 1975 gegründete Verein Glas Automobilclub International betreut alle existierenden Glas-Fahrzeuge und deren Besitzer weltweit mit Informationen sowie Ersatzteilen und gibt eine Club-Zeitschrift heraus.
Die Personenkraftwagen von Glas werden beim Kraftfahrt-Bundesamt unter der Herstellerschlüsselnummer 0598 geführt.